# عینک آفتابی (فیلم ۲۰۱۳)
«عینک آفتابی» (انگلیسی: Sunglass (film)) یک فیلم است که در سال ۲۰۱۳ منتشر شد. از بازیگران آن می‌توان به جایا باچان و نصیرالدین شاه اشاره کرد.